# راز موفقیت من (فیلم ۱۹۸۷)
راز موفقیت من (به انگلیسی: The Secret of My Success) فیلمی محصول سال ۱۹۸۷ و به کارگردانی هربرت راس است. در این فیلم بازیگرانی همچون مایکل جی. فاکس، هلن اسلیتر، ریچارد جردن، مارگارت ویتون، جان پنکاو، فرد گوین، گری بامن، کارول سوزی، الیزابت فرانتس، جان کاپودیس، مارک مارگولیس، مرسدس روئل، کریستوفر دورانگ، بیل فاگرباکی، سیندی کرافورد و بروس مک‌گیل ایفای نقش کرده‌اند.